# Jovane Cabral
Jovane Eduardo Borges Cabral (ur. 14 czerwca 1998 w Assomadzie) – piłkarz pochodzący z Republiki Zielonego Przylądka. Od 2024 jest zawodnikiem klubu Olympiakos SFP, do którego jest wypożyczony z klubu Sporting CP. Występuje na pozycji lewego skrzydłowego

## Opis kariery
Cabral swoją karierę juniorską rozpoczynał w klubie Grémio Nhagar. Jest to klub pochodzący z jego ojczyzny – Republiki Zielonego Przylądka. W 2014 Cabral przeniósł się do młodzieżowej drużyny Sportingu. Tam Kabowerdeńczyk zanotował bardzo dobre występy. W 31 meczach zdobył 15 bramek. W 2017 roku zdecydowano się przenieść Cabrala do rezerw drużyny seniorskiej zespołu z Lizbony. Tam Cabral w jednym sezonie zagrał w 34 meczach, ale w odróżnieniu do poprzednich sezonów w młodzieżowej drużynie Sportingu, strzelił jedynie 2 bramki. W 2018 roku Kabowerdeńczyk został przeniesiony do podstawowej jedenastki Sportingu CP. W 2022 był wypożyczony do Lazio, a w 2023 do Salernitany. Na początku 2024 wypożyczono go do Olympiakosu.

## Opis kariery reprezentacyjnej
Cabral swój debiut w Reprezentacji Republiki Zielonego Przylądka zaliczył 28 marca 2017 roku w meczu z Reprezentacją Luksemburga. Mecz zakończył się wynikiem 2:0 dla Kabowerdeńczyków.

## Sukcesy
Sukcesy w karierze klubowej Jovane Cabrala
- Puchar Portugalii – ze Sportingiem CP, 2019 rok
- Liga NOS – ze Sportingem CP, sezon 2020/2021